# Helen Bosanquet
Pour les articles homonymes, voir Bosanquet.
Helen Bosanquet ( née Dendy ; 10 février 1860 - 7 avril 1925) est une théoricienne sociale britannique, réformatrice sociale et économiste concernée par la pauvreté, la politique sociale, la vie ouvrière et les pratiques modernes de travail social. 

## Biographie
Helen Dendy naît en 1860 à Manchester, cinquième d'une fratrie de neuf enfants, fille de l'ancien pasteur non-conformiste devenu homme d'affaires John Dendy et de son épouse Sarah Beard, fille d'un pasteur unitarien,. Sa sœur aînée, Mary Dendy est connue pour son travail dans le domaine du handicap, et son frère, Arthur Dendy, est biologiste et universitaire.
Helen et ses sœurs sont éduquées à domicile par une gouvernante allemande. En 1886, à l'âge de vingt-six ans, elle s'inscrit au Newnham College, de l'université de Cambridge, et étudie les sciences morales. Elle obtient la mention très bien aux tripos en sciences sociales en 1889, devenant l'une des deux premières étudiantes à obtenir cette mention, et se spécialise en économie politique. Elle ne reçoit aucune proposition pérenne d'enseignement universitaire, et s'installe à Londres, où elle travaille pour la Charity Organization Society, une association qui s'efforce de rationaliser et d'organiser les nombreuses charities de la ville, dans une perspective orthodoxe sur le plan économique,
. Elle est organisatrice et secrétaire de district de la branche de l'organisation à Shoreditch. Elle est active au sein de la London Ethical Society, où elle fait la connaissance du philosophe Bernard Bosanquet qu'elle épouse le 13 décembre 1895. Le couple qui n'a pas d'enfants vit à Oxshott dans le Surrey. Elle abandonne son activité salariale, mais reste investie auprès du COS, comme théoricienne et comme rédactrice de la revue de l'association, la Charity 
Organisation Review, à partir de 1909. Elle traduit des œuvres de l'allemand et seconde son mari dans ses activités éditoriales. Elle est nommée en 1905 membre de la Royal Commission on the Poor Laws (en) (1905-1909), où elle défend le rôle des organismes de bienfaisance privés sur les programmes de bien-être public. Elle participe à la rédaction du rapport publié par la commission en 1909. Elle publie en 1905 une traduction du livre Logique de Christoph von Sigwart. En 1914, elle publie Social Work in London: A History of the London Charity Organization Society, dans lequel elle évoque les idées du COS sur les aides d'État et la charité.
Bernard Bosanquet meurt en 1923, et elle fait publier à titre posthume le manuscrit Three Chapters on the Nature of Mind. Elle écrit un essai biographique sur la vie de son mari publié en 1924. Entre 1909 et 1921, elle a édité la Charity Organization Review, une composante principale du COS. Elle meurt à Golders Green, Londres en 1925, après avoir connu des problèmes de santé pendant quelques années.

## Postérité
Ses idées s'opposent à celles de l'économiste travailliste Beatrice Webb qui se montre critique à son égard, la traitant de « petite femme ». Sa proximité avec une école de pensée en économie sociale discréditée par la suite la marginalise également. Cependant, son importance dans le domaine du travail social est ensuite réévaluée positivement. La COS's School of Sociology est fondée en 1903 pour assurer une formation professionnelle des travailleurs sociaux en Angleterre, et Helen Bosanquet joue un rôle déterminant dans la définition des programmes qui combinent l'obtention de compétences pratiques avec une formation générale. L'école est intégrée à la London School of Economics en 1912 et un certain nombre d'éléments de son programme sont repris dans les formations de travailleurs sociaux après la Seconde Guerre mondiale.

## Œuvres
- Social Work in London: A History of the London Charity Organization Society" (1914)
- Aspects of the Social Problem (1895)
- Rich and Poor (1896)
- The Standard of Life and Other Studies (1898)
- The Strength of the People (1902)
- The Poor Law Report of 1909 : A Summary Explaining the Defects of the Present System and the Principal Recommendations of the Commission, so far as Relates to England and Wales (1909)
- The Family (1906)
- The Name and the House, Londres, MacMillan (1926).

### Liens
- Ressource relative à la recherche :   - Archaeology Data Service
- Notices dans des dictionnaires ou encyclopédies généralistes :   - Deutsche Biographie
  - Oxford Dictionary of National Biography
- Notices d'autorité :   - VIAF
  - ISNI
  - BnF (données)
  - IdRef
  - LCCN
  - GND
  - Japon
  - CiNii
  - Pays-Bas
  - Pologne
  - Israël
  - NUKAT
  - Australie
  - Norvège
  - Tchéquie
  - Grèce
  - WorldCat